# Teresa Villaverde
Teresa Villaverde (Lisboa, 18 de mayo de 1966) es una directora de cine, guionista y escritora portuguesa. Es considerada una de las referentes de la tercera generación del "nuevo cine portugués" surgido en la década de los 90 junto a Pedro Costa.Entre sus trabajos más conocidos se encuentran Os Mutantes (1998) presentada en la sección Un certain regard del Festival de Cannes y Colo (2017).

## Biografía
Hija del periodista portugués Alberto Villaverde y de Marília Pereira Morais, empezó a trabajar en el cine como actriz, escenógrafa, guionista y asistente de realización. A los veinte años empezó su carrera como actriz en la película de João César Monteiro À Flor do Mar (1986) una película de João César Monteiro. Trabajó como asistente de Paulo Rocha y colaboró como guionista con José Álvaro Morais y João Canijo. Fluctuando entre trabajos de interpretación y detrás de la cámara como supervisora de continuidad, coguionista y asistente de montaje, dirigió su primer largometraje, A Idade Major (Álex) que estrenó en 1991 y cuyo tema sobre el colonialismo de Portugal en África fue considerado audaz.  Autodidacta de formación, es la guionista de las películas que dirige, situando el foco en temas de marcado carácter social en los que ha abordado temas como la prostitución forzada (Transe, 2006), las crisis emocionales y de pareja (Cisne, 2011) la infancia y el desarraigo de jóvenes adolescentes de entornos familiares disfuncionales. y la implosión de estructuras familiares en la crisis financiera.
Villaverde está considerada una figura referente de la escuela del Nuevo Cinema Portugués como  Miguel Gomes i João Pedro Rodrigues
Sus primeros largometrajes son: A Idade Maior (1991), una reconstrucción de Portugal a principios de los años 70 marcados por la Guerra Colonial, menores que se enfrentan al vacío de la figura de sus padres desaparecidos en África seleccionado en la Berlinale, Três Irmãos (1994), sobre Portugal en los años 90, que recibió el Premio a la Mejor Actriz en el Festival de Cine de Venecia, otorgado a Maria de Medeiros y Os mutantes (1998), en la que narra la historia de tres adolescentes sin hogar que luchan por sobrevivir. Andreia está embarazada, mientras que Pedro y Ricardo se dedican a la prostitución, roban y son explotados por un pornógrafo,seleccionada en la sección Un Certain Regard de Cannes,  ofreciendo a Teresa Villaverde el reconocimiento internacional. En un principio Villaverde había planeado el proyecto como documental con la intención de que los protagonistas fueran niños de la calle, pero las autoridades rechazaron la propuesta y el proyecto se convirtió en narrativa ficticia.
Con Os mutantes inicia una serie de películas que tratan sobre una violencia indescriptible.
En 2006 Villaverde realiza Transe, película en la que retrata la inmigración ilegal y el tráfico de mujeres, película también seleccionada para los festivales de Cine de Cannes en la Quincena de Realizadores y Toronto, consolidando su carrera internacional.Sobre la historia, Villaverde señala: Estamos al principio del siglo XXI y el perro ladra por todas partes. No nos libramos de la tortura, de esclavitud, genocidio. El personaje central de esta película ve este infierno de frente y... desde muy cerca. (...) Si no queremos mirar las llamas se hacen más grandes. Vivimos en una época así, en el que nada de lo que tenemos está garantizado para siempre, en el que todo puede desmoronarse. Esta película trata sobre una parte que se ha derrumbado.
En 2010 Villaverde creó su propia productora, Alce Filmes con la idea de producir su siguiente película y controlar la gestión económica de Cisne (2011) en la que recupera algunos de los temas de sus primeras obras.
En Colo (2017) muestra a una familia que vive el día a día con la creciente crisis. Villaverde "nos ahorra las lágrimas y se concentra en el comportamiento cotidiano, a través de un estilo contundente y preciso. Y lo sintetiza todo en viñetas de gran potencia estética que van directas al corazón del problema: un sistema político implacable, capaz de influir incluso en el modo en que nos comunicamos o amamos." señala la crítica sobre esta película.
En 2018 estrenó el documental "O Termómetro de Galileu" en el que se sumerge en el mundo cotidiano del director italiano Tonino De Bernardi y su esposa Mariealla Navali.
Villaverde plantea importantes cuestiones sociales pero no ofrece respuestas para todas. Algunas tienen respuesta, otras quedan sin respuesta invitando a los espectadoresa sacar sus propias conclusiones e interpretaciones. Sus películas no son para el público pasivo. Su cine requiere participación activa señala Sharaf Rehman en un estudio sobre el cine de Villaverde.

## Filmografía
- Idade Maior (Alex) (1991) guion y dirección
- Três Irmãos. guion, dirección y edición
- O Amor Não Me Engana (1996)
- Os Mutantes (1998)
- Água e Sal (2001)
- A Favor da Claridade (2003) documental
- , Visions of Europe - Segment: Cold Wa(te)r (2004)

- , Transe (2006)
- Swan- Cisne (2011)
- Venecia 70 – Futuro Recargado (2013)
- Los Puentes de Sarajevo (película colectiva) segmento: Sara e a Sua Mãe  (2014) [15]
- Paris 15/16 (curt, 2016)
- Colo (2017) Guion y dirección
- O Termómetro do Galileu (2018)

## Premios y reconocimientos
- 1991 A Idade Maior, seleccionada en la Berlinale. Foro Cine Joven
- 1994 A Três Irmaos, seleccionada para competir en el Festival de Venecia. Premio a mejor actriz para Maria de Medeiros.
- 1998 Os Mutantes, seleccionada en Cannes para la sección Una cierta mirada y premio New Director’s Showcase Award en el Seattle International Film Festival de 2000.
- 2001 Agua y Sal. Selección en competición Cinema del Presente
- 2016 Tabakalera, centro cultural de San Sebastián organizó un ciclo presentando sus cinco largometrajes en el círculo internacional de festivales.[16]

- 2019 el Centro Pompidou realizó una retrospectiva de sus películas.[5][17]